# دولوفو
دولوفو (Долово) هي مدينة في مقاطعة كجوستينديل في صربيا.
يبلغ عدد سكانها حوالي 6867 نسمة.

## معرض صور

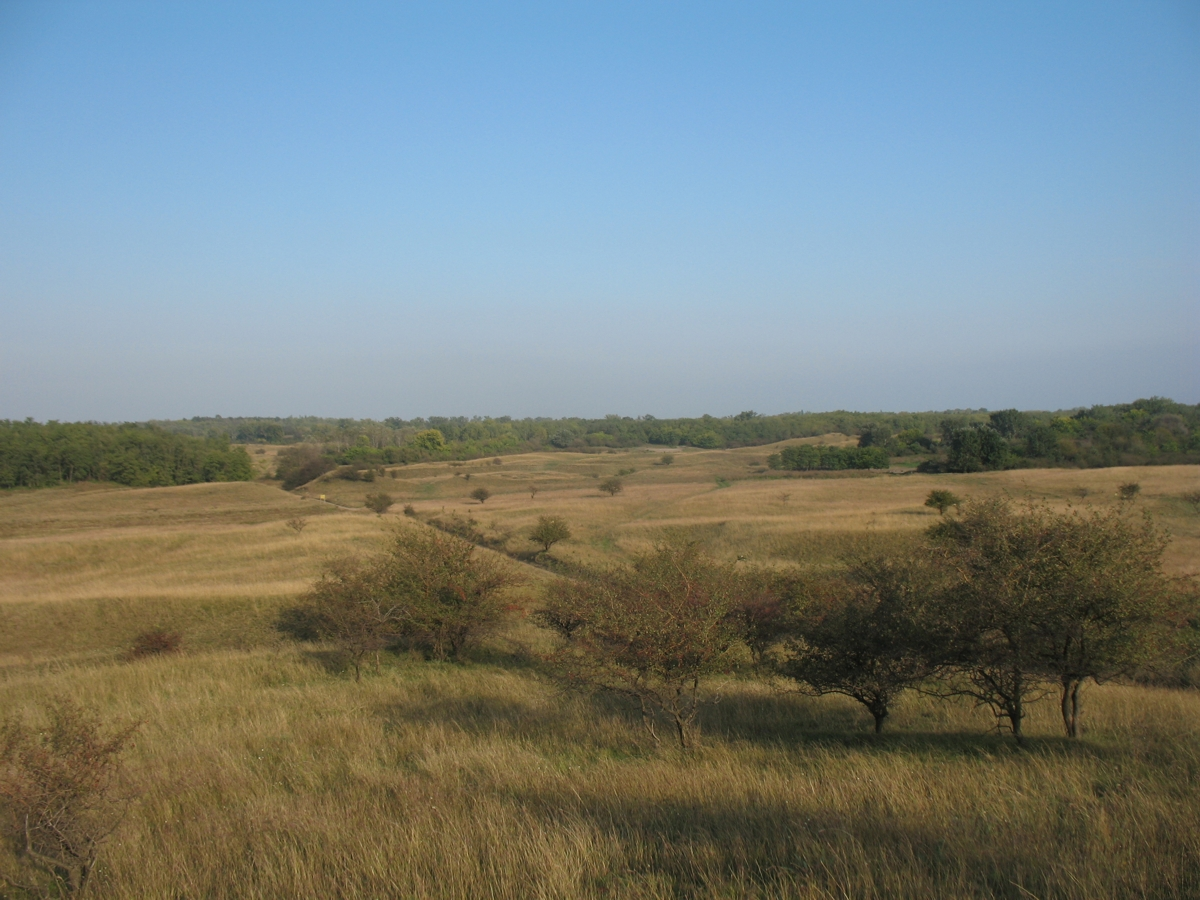
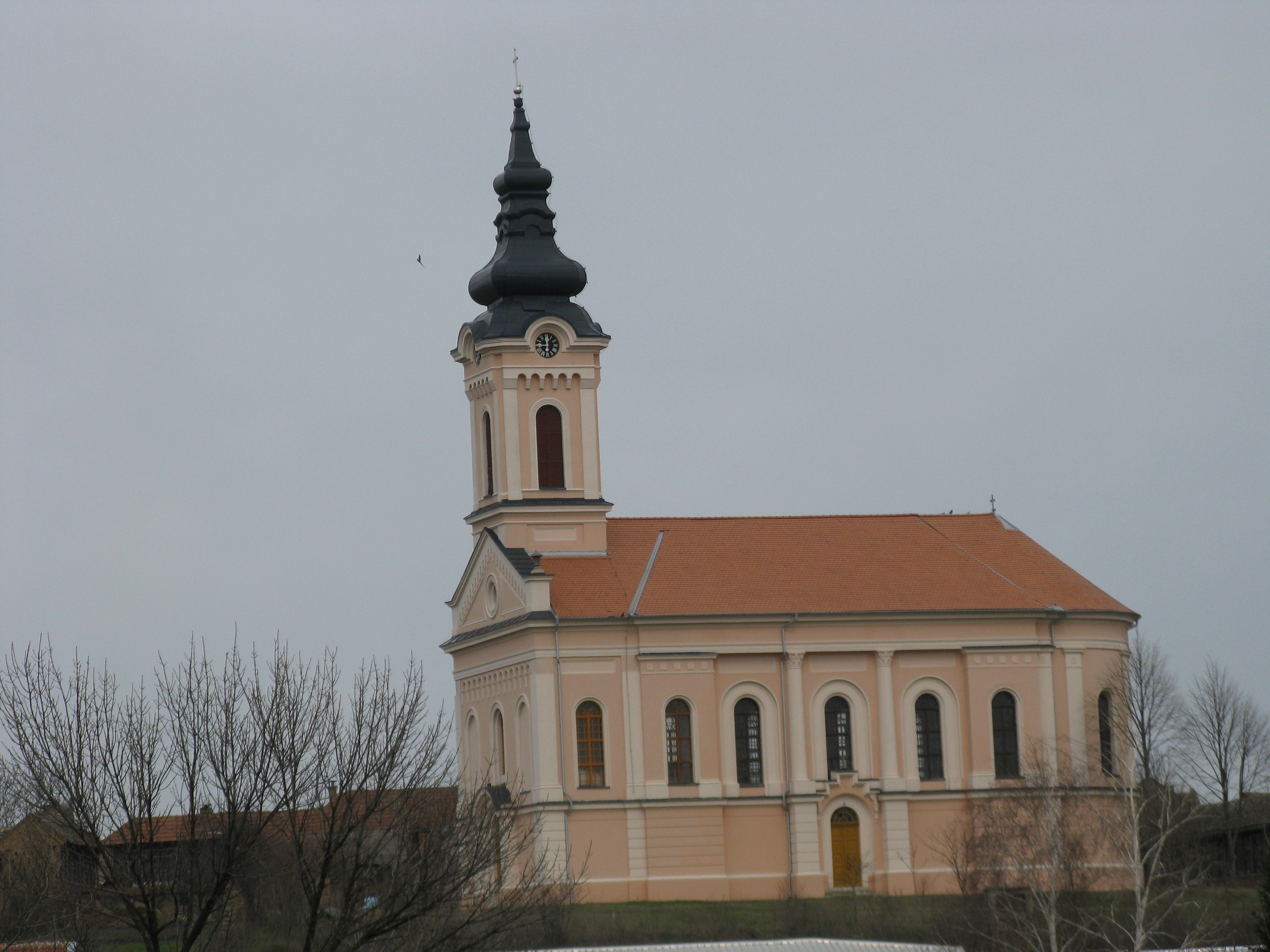
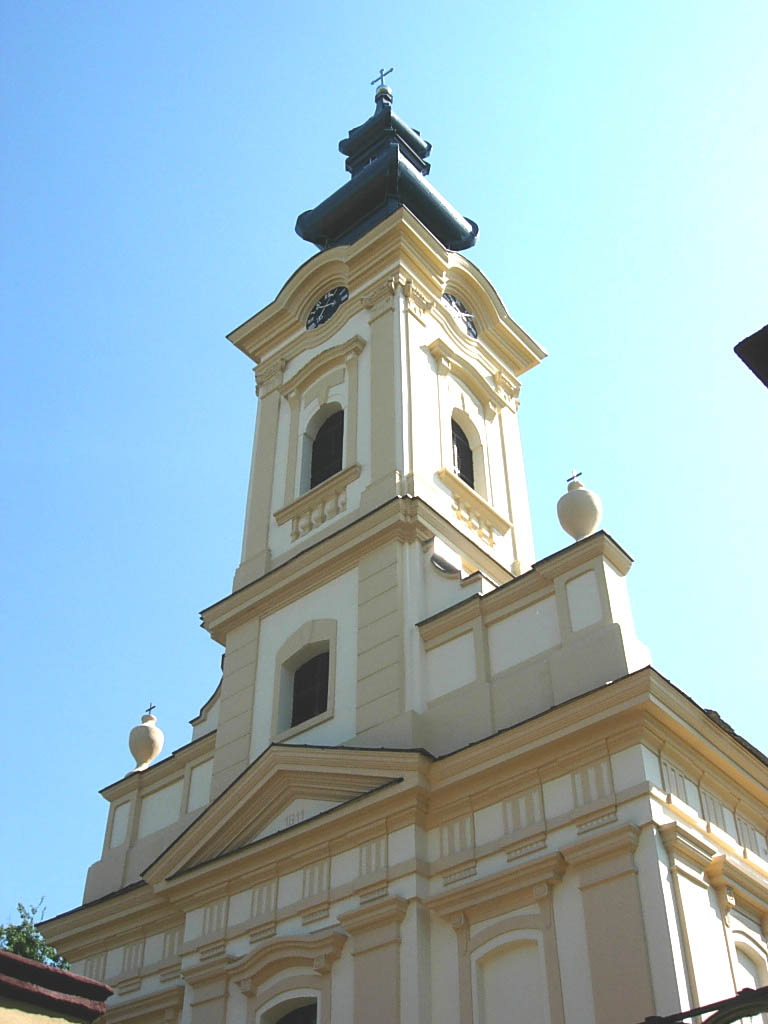